# Robertovci
Robertovci byli v 8.–10. století mocnou franskou šlechtickou rodinou, ze které vzešli dva západofranští králové a Hugo Kapet, zakladatel francouzského královské dynastie Kapetovců. 
Nejstarší Robertovci pocházeli pravděpodobně z hrabství Hesbaye, okolo města Tongeren v současné Belgii. Dynastie získala své jméno po neustrijském markraběti Robertu Silném, který byl otcem dvou králů západofranské říše, Odona Pařížského a Roberta I. Francouzského. Byl zároveň pradědečkem Huga Kapeta, který je považován za prvního francouzského krále, zakladatele dynastie Kapetovců, ze které pocházejí i další evropské panovnické rody.  
Vzestup Robertovců je spojen se vznikem Západofranské říše. Po smrti syna Karla Velikého byla jeho říše rozdělena na západofranskou, středofranskou a východofranskou říši. V průběhu 9. století rod Robertovců v boji o moc přicházel do sporů s dynastií Karlovců. V roce 888 si západofranští magnáti zvolili králem hraběte Odona Pařížského z dynastie Robertovců jako uznání za jeho zásluhy v bojích proti Normanům, čemuž se příznivci Karlovců vzepřeli a v opozici v čele s remešským arcibiskupem Fulkem, roku 893 korunovali Karla III. jako protikrále.

## Robertovci u moci
Roku 888 byl Odo zvolen západofranským králem. Jeho bratr Robert byl králem západofranské říše v letech 922–923. Za Odonovy vlády se členové dynastie stali hrabaty z Paříže. Mezi Robertovými syny Hugem Velikým a Ludvíkem IV. pokračoval boj o moc, který ukončili až po vzestupu  Lothara I. Francouzského z dynastie Karlovců, který jmenoval Huga vévodou burgundským a akvitánským, čímž rozšířil dominia dynastie Robertovců. Robertovci vlastnili pozemky v Neustrii, především kolem Paříže a s podporou vikomtů také v údolí Loiry. Ve vlastnictví měli i významná opatství, především St. Martin v Tours.

## Pokračování rodem Kapetovců
Po smrti Ludvíka V. v roce 987, kdy karolínská dynastie ztrácela již na své moci, byl jeho následníkem jmenován Hugo Kapet, který je považován za prvního francouzského krále. Korunovace proběhla 3. července 987 v Noyonu s plnou podporou císaře Oty III. Po Hugovi dynastie nese pojmenování Kapetovci. Jako Kapetovci, pak Valois a Bourboni vládli Francii až do Velká francouzská revoluce. K moci se vrátili po roce 1815, kdy vládli až do svržení Ludvíka Filipa v roce 1848.
Potomci Kapetovců přes dynastii Bourbon-Anjou vládnou ve Španělsku.

## Rodokmen
- Robert I. z Hesbaye (697–748) – hrabě z Hesbaye a vévoda z Neustrie, manželka Williswinda z Wormsu 
  - Cancor († 771), franský hrabě zakladatel opatství Lorsch. Syn Roberta I. a Williswindy
    - Heimrich († 795), hrabě v Lahngau 
      - Poppo z Grapfeldu († 839–841) – předchůdce franského rodu Babenberků

  - Landrada, provdaná za Sigramna, hraběte z Hesbaye
    - Chrodegang († 766), arcibiskup métský a opat v Lorschi
    - Sigram z Hesbaye
      - Ingerman, hrabě z Hesbaye (750–818)
        - Ermengarda z Hesbaye (cca 778–818), manželka Ludvíka I. Pobožného

  - Thuringbert, hrabě z Hesbaye (735–770)
    - Robert II., hrabě z Hesbaye (770–807)
      - Robert III. z Wormsu (800–834)
        - Robert Silný (830–866)
          - Odo Pařížský, král západofranské říše, manželka Théodorada z Troyes
            - Raoul
            - Arnulf
            - Guy

          - Richildis, nebo Regilindis, provdala se za Williama I. z Périgueux
          - Robert, král západofranské říše, podruhé ženatý s Beatrix z Vermandois
            - Emma, provdaná za Rudolfa Burgundského
            - Adéla, provdaná za Herberta II. z Vermandois
            - Hugo Veliký (898–956), potřetí ženatý s Hedvikou Saskou, dcerou německého krále Jindřicha Ptáčníka
              - Béatrice (asi 938–987), provdaná za Fridricha Lotrinského
              - Hugo Kapet (asi 939–996), zakladatel dynastie Kapetovců
              - Emma Pařížská, vévodkyně z Normandie (asi 943–968) – provdala se za Richarda I. Normandského
              - Otto z Paříže (cca 944–965), vévoda burgundský od roku 956
              - Jindřich I. Burgundský (cca 946–1002), vévoda z Burgundska z roku 965
              - Herbert († 996), biskup z Auxerre